# Vulpius Klinik
Die Vulpius Klinik in Bad Rappenau ist eine orthopädisch-chirurgische Fachklinik mit den Schwerpunkten Hüft- und Knieendoprothetik, Handchirurgie, Schulterchirurgie, Fuß- und Sprunggelenkchirurgie, konservative Orthopädie & spezielle Schmerztherapie sowie Kinderorthopädie. Die am 16. Juni 1912 eröffnete Klinik ist seit 1999 akademisches Lehrkrankenhaus der Ruprecht-Karls-Universität Heidelberg.

## Geschichte
Die Klinik wurde von Oskar Vulpius als private Krankenanstalt für Knochen-, Gelenk- und Drüsenkrankheiten gegründet. Vulpius entschied sich für den Standort in Rappenau, weil ihm die dortige Sole der Rappenauer Saline sowie die nebelfreie Luft günstig für den Heilungserfolg schienen. Das zur Klinikgründung benötigte Gelände mit 152 Ar im Engeloch erhielt Vulpius 1911 kostenlos von der Gemeinde. Das Gelände lag damals noch etwa 500 Meter nordwestlich außerhalb des Ortes, die Gemeinde übernahm auch die Kanalisation und den Straßenbau. Die jüngere Bebauung hat die Lücke zwischen Ort und Klinik inzwischen geschlossen. Baubeginn des Sanatoriums war am 28. August 1911. Die ersten Kranken bezogen am 27. Mai 1912 das Sanatorium Solbad Rappenau, die offizielle Eröffnung fand am 16. Juni 1912 statt. Die Einrichtung hatte zunächst einen Schwerpunkt in der Behandlung der in Deutschland damals sehr verbreiteten Knochentuberkulose. Der erhaltene Altbau lässt noch die Struktur einer Klinik für Knochentuberkulose erkennen: große nach Süden orientierte Balkone, da man glaubte, dass Luft, Sonne und Essen die Tuberkulose zur Ausheilung bringen. Neben großen Sonnenterrassen verfügte die Vulpius Klinik bis in die 1930er Jahre über ein eigenes Gradierwerk.
Im Ersten Weltkrieg war in der Vulpius Klinik ein dem Heidelberger Reservelazarett unterstelltes Vereinslazarett des Roten Kreuzes eingerichtet, Gründer Vulpius wurde daraufhin zum Oberstabsarzt befördert. 1925 gab Vulpius seine bis dahin noch unterhaltene Heidelberger Privatklinik auf und widmete sich vollends der Klinik in Rappenau, das 1930 den Bädertitel erhielt. Nach Vulpius’ Unfalltod 1935 übernahm Gerhard Pusch ab 1937 die Klinik.
1952 hatte die Klinik 165 Betten. 1955 nahm man den Namen Vulpius Klinik an. Nachdem man das westlich der Klinik gelegene Gradierwerk 1956 abgerissen hatte, wurde an dessen Stelle der am 21. Juni 1958 eingeweihte Erweiterungsbau West errichtet.
Im Laufe der Zeit wandelte sich das Spektrum von konservativer zu operativer Orthopädie. 1976 wurde die inzwischen über 165 Betten verfügende Klinik in eine GmbH umgewandelt. Am 10. Februar 1981 begann der Anbau eines neuen OP-Traktes. Am 27. Juli 1982 wurde die erste OP in den neuen Räumen durchgeführt, ehe am 4. März 1983 der neue OP-Trakt offiziell eingeweiht wurde.
Die Vulpius Klinik erwarb 1997 die private Frauenklinik Dr. Reinhard in Heilbronn, die jedoch 2005 veräußert wurde.
Ab dem Jahr 2000 durchlief die Klinik eine wirtschaftliche Krise. Die 2003 durchgeführte Erweiterung und den Ausbau der Fachabteilungen führte zu einer Konsolidierung. Ab Mai 2002 begann auch die Spezialisierung des Leistungsangebotes für operative Eingriffe an der Hand.  2004 wurde für eine Investitionssumme von 3,2 Mio. Euro ein dritter OP-Saal gebaut und 2006 für rund 1 Mio. Euro das ambulante Operationszentrum (AOZ). 2006 erweiterte man die Klinik um eine Abteilung für Schulter- und Ellenbogenchirurgie, 2009 um einen Fachbereich für Endoprothetik. 2007 wurden bei 135 Planbetten insgesamt 4408 Patienten stationär behandelt. Im ambulanten Bereich wurden 4217 Patienten behandelt. 2007 waren 212 Mitarbeiter beschäftigt. 2008 hat man einen Umsatz von rund 20 Mio. Euro erzielt. 2012 wurde für rund 2,6 Millionen Euro ein neuer Ambulanzbereich gebaut.
Architektonisch handelt es sich bei dem Klinik-Altbau um ein relevantes Bauwerk der Stadt Bad Rappenau. Das Stadtbild bei der Anfahrt von Südwesten wird wesentlich durch das Gebäude geprägt, wenngleich auch seit den 1980er Jahren zahlreiche Anbauten die ursprüngliche Gestalt der Klinik nur noch vage erkennen lassen.

## Geschäftsführer
- 1993–2003 Heiner Küllmer
- 2003–2008 Bernd G. Rathke
- seit 2008 Joachim Off

## Ärztliche Direktoren/Chefärzte
- 1912–1936 Oskar Vulpius
- 1937–1952 Gerhard Pusch

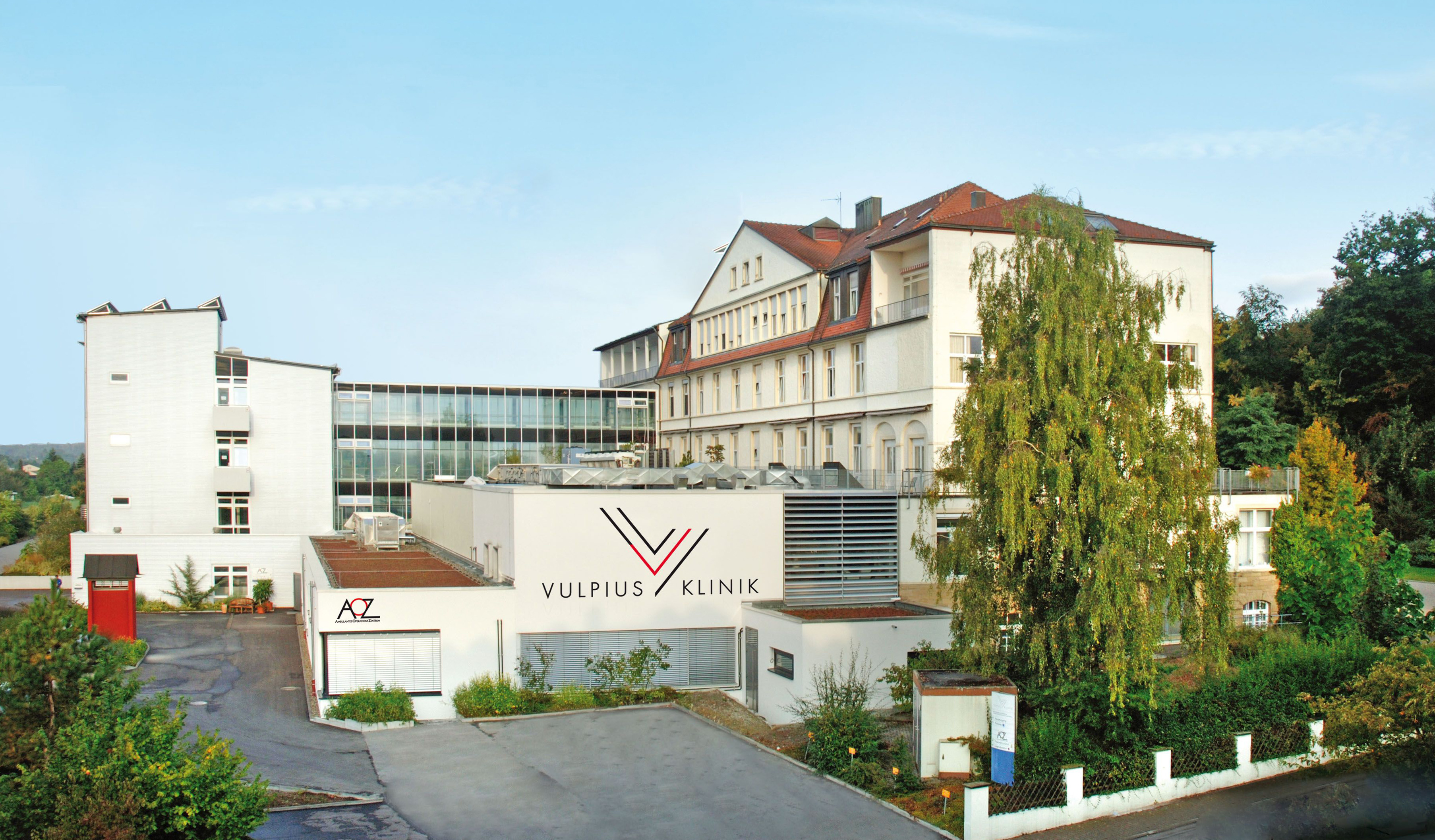
Vulpius Klinik Bad Rappenau

- 1952–1972 Hansjürgen Hoffmann-Kuhnt
- 1972–1986 Kuno Betzel
- 1986–1987 Jan Papp (kommissarisch)
- 1987–2009 Arnim Braun
- 2009–2016  Michael Clarius
- seit 2017 Peter Hahn

## Leistungsspektrum
Die Vulpius Klinik hat sich in den letzten Jahren auf die operative und konservative Therapie der Erkrankungen des Bewegungsapparates spezialisiert. Die Klinik zählt zu den zehn führenden Kompetenzzentren für Endoprotheseimplantationen im Bereich des Hüft- und Kniegelenks. 2002 wurde die Klinik durch eine Abteilung für Handchirurgie (Leitung: P. Hahn), 2006 durch eine Abteilung für Schulter- und Ellbogenchirurgie (Leitung: Wolfgang Pötzl) erweitert.

## Wichtige Kenngrößen (2017)
- Vollstationäre Fallzahl: 5.697
- Ambulante Fallzahl: 29.223